# Calligonum drobovii
Calligonum drobovii là một loài thực vật có hoa trong họ Rau răm. Loài này được Bondarenko mô tả khoa học đầu tiên năm 1959.